# 玉夫座AI
玉夫座AI，又名CD-38 420，HD 7312、SAO 192980、HR 359，是玉夫座的一颗恒星，视星等为5.92，位于銀經281.6，銀緯-78.37，其B1900.0坐标为赤經1h 8m 9s，赤緯-38° -78.37′ 11″。